# Hamed Koné
Ben Hamed Koné (* 2. November 1987 in Abidjan) ist ein ehemaliger ivorischer Fußballspieler.

## Karriere
Koné begann seine Karriere 2005 beim thailändischer Chonburi FC. 2007 wechselte er zum singapurischen Lion City Sailors. 2008 wechselte er zum japanischen Drittligisten Gainare Tottori. 2010 feierte er mit dem Verein die Drittligameisterschaft und den Aufstieg in die zweite Liga. Für Tottori bestritt er 105 Ligaspiele und schoss dabei 30 Tore. 2012 wechselte er nach Europa. Hier unterschrieb er einen Vertrag beim bulgarischen Slawia Sofia. Von 2014 bis 2016 spielte er beim rumänischen FC Academica Clinceni und FC Voluntari. 2018 unterschrieb er einen Vertrag beim kosovarischen FC Feronikeli 74. Sommer 2018 wechselte er zum schweizerischen Neuchâtel Xamax. 2019 kehrte er zu Feronikeli zurück. Mit dem Verein wurde er 2018/19 kosovarischen Meister. 2019 wechselte er zum maltesischen Gżira United.